# Захист Хмарної планети
«Захист Хмарної планети» — науково-фантастичне оповідання українського письменника Володимира Владка. Вперше було надруковано 1971 року в п'ятому томі серед вибраних творів письменника.

## Сюжет
Жителі Хмарної планети (в якій можна впізнати Венеру), старий Стом Хакал і його дружина Молі, постійно стежили за новинами, головне місце в яких займало повідомлення про ракету, що летіла до них з Третьої планети (Землі). Мешканці Хмарної планети не вірили в добрі наміри прибульців, бо зниклі жителі Червоної планети (Марса) вже колись хотіли її захопити.
Донька Стома й Молі, Дольта, працювала в обсерваторії і безпосередньо вела спостереження за об'єктом з космосу. Вона приєдналася до команди фахівців Найвищої Ради, що вирішила перехитрити розвідників із Третьої планети, а саме примусити їх передавати неправильні сигнали, нібито умови на Хмарній планеті не придатні для життя. Отож, вони створюють на шляху польоту ракети екстремальний тиск, температуру та склад повітря.
Попри детальний задум, стається несподіване: ракета випадково збивається з курсу. Дольта доповідає про це і вчений Грат вручну скеровує ракету магнітними полями на попередню траєкторію.